# هانس هانسو
هانس هانسو (استونیایی: Hannes Hanso؛ زادهٔ ۶ اکتبر ۱۹۷۱) سیاست‌مدار اهل استونی است. وی از سال ۲۰۱۵ تا ۲۰۱۶ وزیر دفاع استونی بوده‌است.